# اسپند

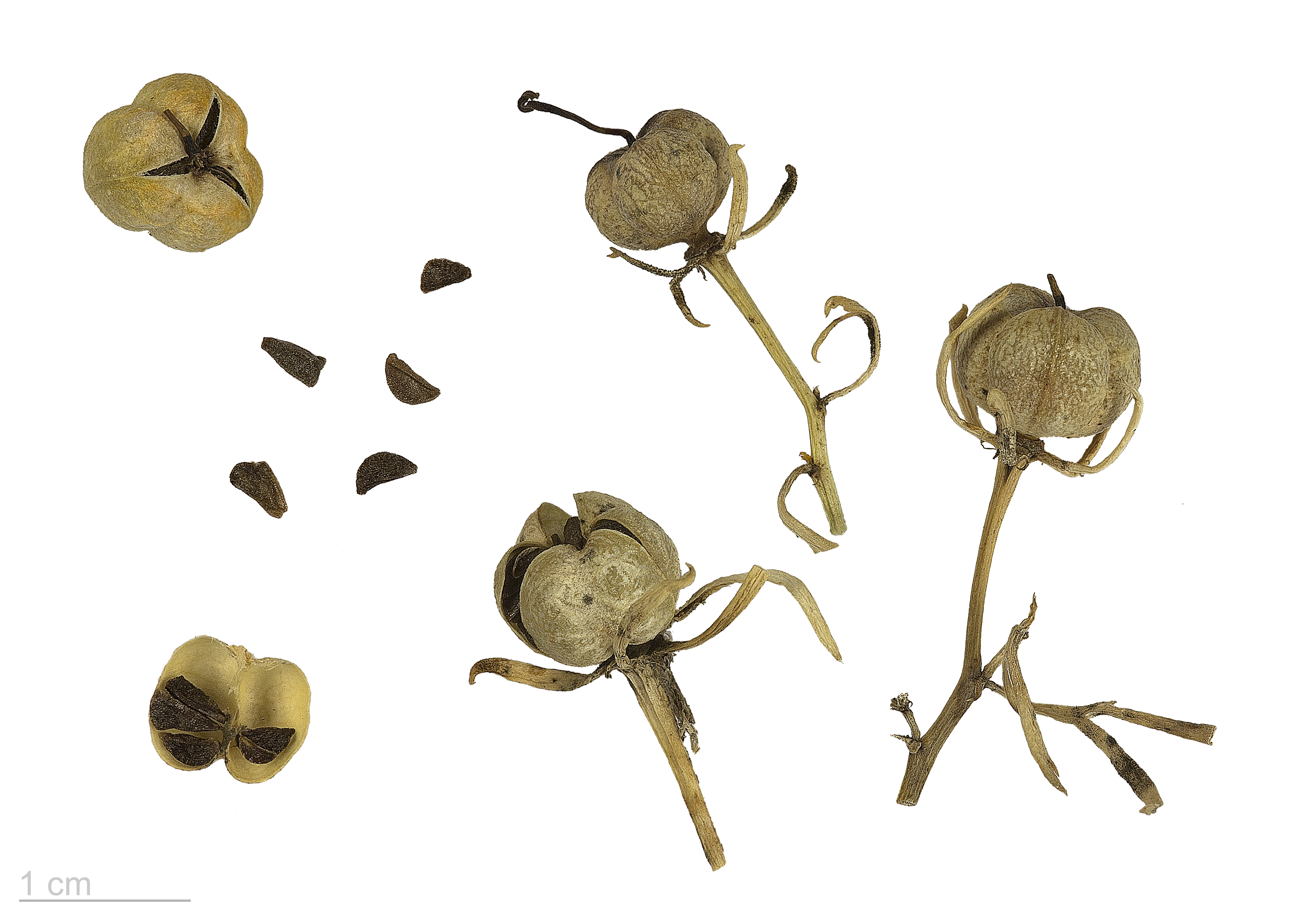
Peganum harmala

اِسپَند، اسفند، اسپند معمولی (نام علمی: Peganum harmala) گیاهی است علفی و چندساله از تیره قره‌داغیان که معمولاً در خاک نمک‌دار مناطق معتدل بیابانی و مدیترانه‌ای می‌روید.
به آن سپند، سدابِ سوری، سِداب آفریقایی یا هارمِل هم گفته‌اند.
از آنجا که خوردن آن باعث بیمار یا تلف شدن دام می‌شود، در شماری از کشورها علف هرز مضر شناخته می‌شود. استفاده از این گیاه در طب سنتی خاورمیانه و شمال آفریقا رایج است. آلکالوئید موجود در گیاه، ازجمله دانه‌ها، توهم‌زا است. احتمالاً به دلیل وجود یک بازدارنده مونوآمین اکسیداز.
اسپند اصالتاً گیاه بومیِ آسیا است و در خاور میانه و قسمت‌هایی از آسیای جنوبی، به‌خصوص هند و پاکستان رشد می‌کند. این گیاه اولین بار در سال ۱۹۲۸ در ایالات متحده و ایالت نیو مکزیکو، توسط کشاورزی که قصد داشت از این دانه‌ها رنگ «قرمز ایرانی» استخراج کند، کاشته شد.از آن به بعد این گیاه به‌طور انبوه و گسترش یابنده در آریزونا، کالیفرنیا، مونتانا، نوادا، آرگون، تگزاس و واشینگتن رویش یافت. این گیاه در بسیاری از مناطق ایران وجود دارد.

## مشخصات
اسپند معمولی (P. harmala) گونه‌ای از اسپند(Peganum) است به شکل گیاه علفی چندساله به ارتفاع حداکثر ۶۰ سانتی‌متر بی‌کرک و با برگ‌های نوک‌تیز به طول حداکثر ۶ سانتی‌متر و دارای بریدگی شانه‌مانند و با تقسیمات خطی و گوشوارک‌های کوچک و خطی و اغلب خمیدهٔ برگشته و گل‌آذین انتهایی و دیهیم تُنُک با گل‌های منفرد سفید و میوهٔ کروی به قطر حداکثر ۱۰ میلی‌متر است.
ظاهر آن بوته مانند، دارای برگ‌های سبز با تقسیمات باریک و دراز و نامنظم است. گل‌های آن درشت و دارای کاسبرگ نازک و گلبرگ بزرگ به رنگ سفید مایل به سبز، میوه آن پوشینه و حاوی دانه‌های متعدد به رنگ سیاه است. در صورت خشکی خاک، ریشه‌های این گیاه می‌توانند تا ۶ متر در خاک نفوذ کنند. این گیاه در نیمکرهٔ شمالی از اوایل خرداد تا آخر شهریور گل می‌دهد و گل‌های آن سفید رنگ هستند. کپسول‌های مدوّرِ حاوی دانه، سه حفره‌ای بوده و حدود پنجاه دانه را در خود نگهداری می‌کنند.
گل‌ها و مخصوصاً دانه‌های اسپند سرشار از آلکالوئیدهای گروه بتا-کربولین است که همگی بازدارنده‌های مونوآمین اکسیداز هستند؛ به همین دلیل خوردن جوشاندهٔ اسپند در اندازه‌های کم (۱ الی ۳ گرم) خواص ضدافسردگی و آرام بخش و در اندازه‌های زیاد (۳ الی ۱۵ گرم) خواص روان گردان دارد. اما به دلیل از کار افتادن آنزیم مونوآمین اکسیداز درون کبد توسط آلکالوئیدهای اسپند، تیرامین موجود در بسیاری از مواد غذایی (الکل، پنیر، سوسیس و کالباس و اکثر محصولات پروتئینی و لبنی، میوه جات و غذاهای مانده و …) که در حالت معمول توسط این آنزیم شکسته می‌شود، می‌تواند باعث ایجاد فشار خون و ضربان قلب بسیار شدید، سردردهای شدید، شوک، تشنج و در صورت عدم درمان سریع، حتی مرگ شود؛ لذا حداقل از ۴۸ ساعت قبل تا ۴۸ ساعت بعد، باید از مصرف هرگونه خوراکی حاوی تیرامین به شدت خودداری کرد. برخی از دیگر تداخلات به شدت خطرناک و مرگ‌آور که مصرفشان باید حداقل از ۲ هفته قبل قطع شود:
- بازدارنده‌های بازجذب سروتونین
- بازدارنده‌های مونوآمین اکسیداز
- محرک‌ها نظیر آمفتامین‌ها از جمله اکستازی و مت‌آمفتامین

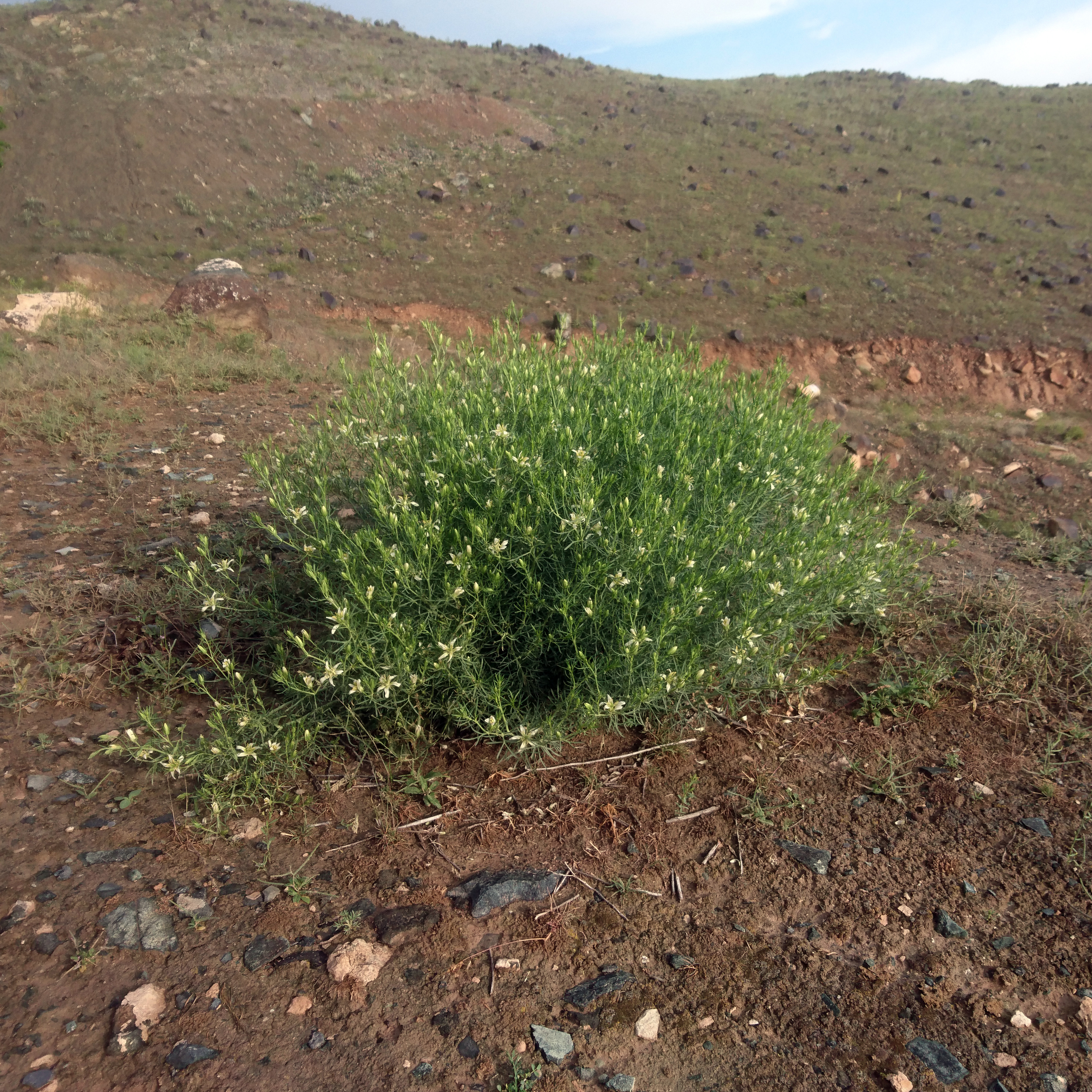

## در کشورها
در کشورهای جهان سوم مانند ایران، عراق، افغانستان و مراکش، حتی در بخش‌هایی از ترکیه نیز کاربردهایی داشته‌است. در خراسان دشت‌های وسیع اسپند وجود دارد که این گیاه معمولاً توسط هیچ حیوانی خورده نمی‌شود و صرفاً استفاده دود کردن دارد.

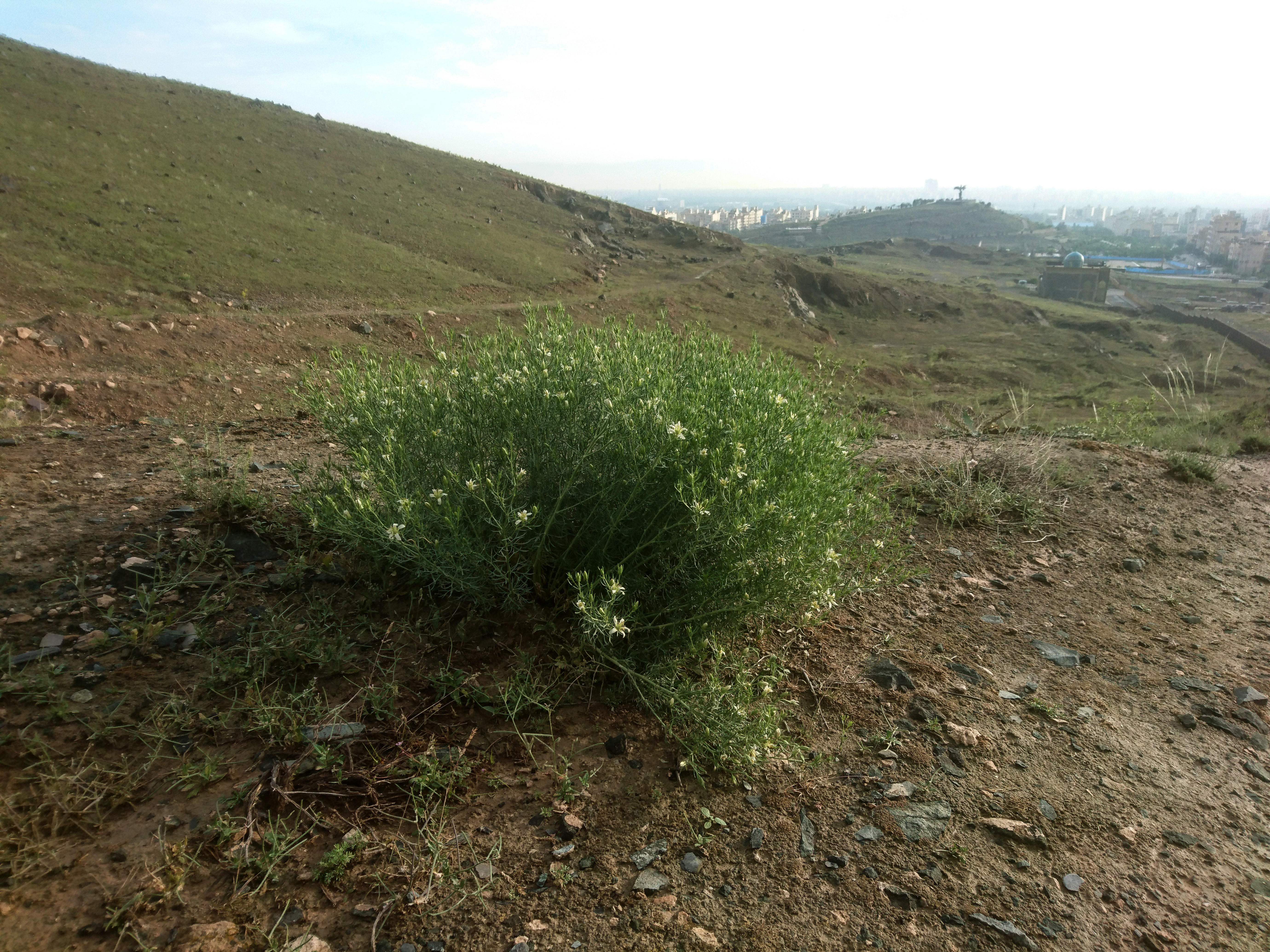

## خواص دارویی
آنزیم مونوآمین اکسیداز در بدن وظیفه شکستن بسیاری از مولکول‌های طبیعی مصرفی انسان را دارد؛ یک دستهٔ مهم از این مولکول‌های طبیعی، ایندول آلکالوئیدها هستند. آلکالوییدهای بتاکاربولین درون اسفند با مهار کردن آنزیم مونوآمین اکسیداز باعث می‌شوند تا دی‌ام‌تی در مصرف خوراکی نیز اثر خود را نمایان کند.
اسپند همچنین باعث طولانی‌تر شدن و شدیدتر شدن تأثیرات باقی آلکالوییدهای فعال مانند سیلوسایبین و ال‌اس‌دی نیز می‌شود.
در طب سنتی از عصاره‌های گیاهی اسپند جهت افزایش ترشح شیر، ارام بخش دفع ترشح شیر، دفع کرم‌های روده، درمان روماتیسم، افزایش قدرت جنسی و نیز به عنوان یک مسکن جهت رفع درد معده بکار می‌رفت.
در تحقیقات آزمایشگاهی که از عصاره اسپند جهت از بین بردن میکروب‌ها استفاده شده‌است. عصاره‌های حاصل از کالوس خواص ضد میکروبی در برابر میکروب‌هایی نظیر استافیلوکوکوس اورئوس، اشریشیا کولی و کاندیداآلبیکانس را نشان داده‌است.
به تازگی آلکالوییدهای بتاکاربولین موجود در گیاه و دانه‌های اسپند به دلیل خاصیت ضد تومور (ضد سرطان) آن مورد توجه قرار گرفته‌اند.
برای تولید کالوس از جدا کشت‌های اسپند معمولاً یک محیط پایه MS که حاوی هورمون KIN، باشد کافی است، اما همراه کردن یک هورمون اکسینی نظیر ۴-D و ۲ و NAA با هورمون KIN باعث افزایش تولید کالوس می‌گردد. تاکنون هیچ تحقیقی بروی سیستم باززایی نوساقه و ریشه در گیاه اسپند صورت نگرفته‌است.
دراین تحقیق به‌منظور باززایی گیاه اسپند جهت بررسی ارتباط بین مراحل مختلف تمایز و تولید آلکالوئیدها از جدا کشت‌های مختلف نهال اسپند و نیز محیط کشت حاوی هورمون BA,KIN و ویتامین تیامین تشخیص داده شد. علاوه بر آن از نظر وجود آلکالوئیدها، کالوس‌های تیره و آبدار نسبت به کالوس‌های سبز و شفاف بیشترین آلکالوئیدها را دارا بودند. همچنین نوساقه‌ها و کالوس مولد ریشه نیز دارای آلکالوئیدهای هارمالا بودند. دانه اسفند دارای آلکالوئیدهایی به نام (هارمالین، هارمین، هارمالول) است.

## ترکیبات شیمیایی
گیاه اسپند دربردارنده مواد ضد میکروبی از نوع فلاونوئیدها و آلکالوئیدها می‌باشد، که این مواد در بخش‌های مختلف آن (دانه، کالوس و نهال) زیاد یافت می‌شود. از جمله آلکالوئیدهای مهم آن می‌توان به
هارمین:%۰٫۴۴
هارمالین: %۰٫۲۵
هارمالول و پگانین مقدار بسیاری بَنزن و آلکالوئیدهای کینازولین اشاره کرد.